# Liste der Kulturdenkmäler in Becherbach bei Kirn
In der Liste der Kulturdenkmäler in Becherbach bei Kirn sind alle Kulturdenkmäler der rheinland-pfälzischen Ortsgemeinde Becherbach bei Kirn aufgeführt. Grundlage ist die Denkmalliste des Landes Rheinland-Pfalz (Stand: 2. August 2023).

## Denkmalzonen
| Bezeichnung                    | Lage                                                   | Baujahr | Beschreibung                               | Bild            |
| ------------------------------ | ------------------------------------------------------ | ------- | ------------------------------------------ | --------------- |
| Denkmalzone Jüdischer Friedhof | südwestlich des Ortes; Flur Vor den Kirchenäckern Lage | 1881    | Areal mit 21 Grabsteinen von 1881 bis 1938 | Fotos hochladen |

## Einzeldenkmäler
| Bezeichnung              | Lage                                         | Baujahr                            | Beschreibung                                                                                               | Bild            |
| ------------------------ | -------------------------------------------- | ---------------------------------- | --- | --------------- |
| Wohnhaus                 | Hauptstraße 23 Lage                          | 18. Jahrhundert                    | Fachwerkhaus, im Kern wohl aus dem 18. Jahrhundert                                                         | Fotos hochladen |
| Schmiede                 | Hauptstraße, zu Nr. 28 Lage                  | zweite Hälfte des 19. Jahrhunderts | ehemalige Schmiede; Fachwerkkniestock, zweite Hälfte des 19. Jahrhunderts                                  | Fotos hochladen |
| Evangelisches Pfarrhaus  | Im Winkel 1 Lage                             | 1749                               | ehemaliges evangelisches Pfarrhaus; barocker Fachwerkbau, bezeichnet 1749                                  | BW              |
| Wohnhaus                 | Im Winkel 2 Lage                             | 16. Jahrhundert                    | ehemalige Schule; teilweise Fachwerk, bezeichnet 1755, im Kern wohl aus dem 16. Jahrhundert                | Fotos hochladen |
| Evangelische Pfarrkirche | Kirchstraße Lage                             | 1783–86                            | frühklassizistischer Saalbau, 1783–86, Landbauinspektor Lindemann, Westturm im Kern romanisch, 1837 erhöht | Fotos hochladen |
| Katholische Kirche       | Neue Straße Lage                             | 1893                               | neugotischer Saalbau, Ziegelmauerwerk, 1893                                                                | Fotos hochladen |
| Wohnhaus                 | Oberdorfstraße 5 Lage                        | 1820                               | ehemalige Schule; einfirsthausartiger Fachwerkbau, 1820                                                    | Fotos hochladen |
| Haus Hettwer             | Oberdorfstraße 14 Lage                       | 1597                               | ehemaliges Zehnthaus, jetzt Wohnhaus; Renaissancebau, Schweifknickgiebel, bezeichnet 1597                  | Fotos hochladen |
| Wasserbehälter           | Sachsenhausen, gegenüber Nr. 13 im Wald Lage | 1899                               | Wasserbehälter aus roten Backsteinen mit Sandsteinabschluss, Eisentür bezeichnet „1899 C. Hiller“          | Fotos hochladen |
| Kindergarten             | Schulstraße Lage                             | 1911                               | ehemalige Schule; Walmdachbau, teilweise verschiefertes Fachwerk, Heimatstil, 1911                         | Fotos hochladen |